# Hubble 5
Hubble 5 – bipolarna mgławica planetarna znajdująca się w gwiazdozbiorze Strzelca. Mgławica ta jest odległa o 2200 lat świetlnych od Ziemi. Prezentowane zdjęcie wykonane zostało 9 września 1997 roku za pomocą Wide Field and Planetary Camera 2 zainstalowanej w Kosmicznym Teleskopie Hubble’a.